# Zapp
Zapp (Zapp Band, Zap & Roger) je funková hudební skupina, založená v roce 1978 bratry Lesterem, Larrym, Rogerem, Tonym a Terrym Troutmanovými. Jejich hity jako "More Bounce to the Ounce", "Dance Floor, Part 1" či "Computer Love", pomohl ve vývoji West coast hip hopu a G-funku. především díky použití silně basového funkového rytmu a pozorohudnému použití talk boxu, zesilovače který může změnit lidský hlas na hlas robotický. Tyto nevídané prvky částečně stály za úspěchem kapely.

## Členové
- Roger Troutman: vokály, kytara, bass, klávesy, harmonika, vibrafon, perkuse, talk box
- Larry Troutman: perkuse
- Lester Troutman: bicí
- Terry "Zapp" Troutman: klávesy, bass, vokály v pozadí

## Diskografie

### Studiová alba
- 1980: Zapp
- 1982: Zapp II
- 1983: Zapp III
- 1985: The New Zapp IV U
- 1989: Zapp Vibe
- 2002: Zapp VI: Back By Popular Demand

### Kompilace
- 1993: Zapp & Roger: All The Greatest Hits
- 1996: Roger & Zapp: Greatest Hits Vol. 2 & More